# Янхаугит
Янхаугит (англ. Janhaugite) — минерал (силикат), названный по имени норвежского минералога-любителя Яна Хауга, который участвовал в исследованиях области, в которой был обнаружен этот минерал.

## Свойства
Янхаугит — очень хрупкий минерал красновато-коричневого или золотисто-коричневого цвета, со стеклянным блеском и ясной спайностью. Имеет твердость по шкале Мооса 5, плотность — 3,6. Цвет черты минерала — светло-коричневый, сингония — моноклинная. Янхаугит — прозрачный минерал. Открыт в 1981 году.

## Название на других языках
- немецкий — Janhaugit
- испанский — Janhaugita
- английский — Janhaugite